# Jonas Høydahl
Jonas Kind Høydahl (født 19. december 2005 i Sande) er en cykelrytter fra Norge, der kører for Team Visma | Lease a Bike Development.

## Karriere
Høydahl fik sin cykelopdragelse på mountainbike, da hans far er den tidligere profesionelle MTB-rytter Rune Høydahl. Jonas Høydahl har også dyrket langrend og håndbold. I 2022 kørte han sit første officielle løb i landevejscykling, da han deltog ved Tour te Fjells.
I marts 2023 blev det offentliggjort at Høydahl fra starten af 2024 havde skrevet en toårig kontrakt med det hollandske kontinentalhold Team Visma  |  Lease a Bike Development, der er World Tour-holdet Team Visma  |  Lease a Bikes udviklingshold.